# Mommsenstadion
Mommsenstadion – wielofunkcyjny stadion w Berlinie, Niemcy, nazwany na cześć historyka Theodora Mommsena. Jest on obecnie używany w celach piłkarskich. Siedziba klubu Tennis Borussia Berlin. Stadion może pomieścić 15 005 osób.

## Charakterystyka
Stadion został otwarty w dniu 17 sierpnia 1930 roku. Wkrótce przyjął swoją nazwę od pobliskiego gimnazjum. Mommsenstadion był miejscem rozgrywania meczów piłki nożnej podczas Letnich Igrzyskach Olimpijskich 1936. Od 1945 roku stał się domowym obiektem zespołu Tennis Borussia Berlin.
Podczas Mistrzostw Świata w piłce nożnej 2006, Niemcy używali Mommsenstadion jako swojego obiektu treningowego.